# Louvigny (Calvados)
Louvigny és un municipi francès situat al departament de Calvados i a la regió de Normandia. L'any 2007 tenia 2.597 habitants.

## Demografia

### Població
El 2007 la població de fet de Louvigny era de 2.597 persones. Hi havia 1.002 famílies de les quals 209 eren unipersonals (76 homes vivint sols i 133 dones vivint soles), 345 parelles sense fills, 391 parelles amb fills i 57 famílies monoparentals amb fills.
La població ha evolucionat segons el següent gràfic:
Habitants censats

### Habitatges
El 2007 hi havia 1.052 habitatges, 1.018 eren l'habitatge principal de la família, 10 eren segones residències i 24 estaven desocupats. 814 eren cases i 236 eren apartaments. Dels 1.018 habitatges principals, 568 estaven ocupats pels seus propietaris, 439 estaven llogats i ocupats pels llogaters i 10 estaven cedits a títol gratuït; 4 tenien una cambra, 74 en tenien dues, 192 en tenien tres, 232 en tenien quatre i 517 en tenien cinc o més. 834 habitatges disposaven pel capbaix d'una plaça de pàrquing. A 442 habitatges hi havia un automòbil i a 511 n'hi havia dos o més.

### Piràmide de població
La piràmide de població per edats i sexe el 2009 era:
| Homes | Edats   | Dones |
| ----- | ------- | ----- |
| 0     | 95 o +  | 0     |
| 0     | 90 a 94 | 8     |
| 4     | 85 a 89 | 4     |
| 0     | 80 a 84 | 12    |
| 12    | 75 a 79 | 16    |
| 36    | 70 a 74 | 44    |
| 32    | 65 a 69 | 44    |
| 64    | 60 a 64 | 68    |
| 40    | 55 a 59 | 40    |
| 84    | 50 a 54 | 112   |
| 80    | 45 a 49 | 64    |
| 56    | 40 a 44 | 76    |
| 72    | 35 a 39 | 60    |
| 20    | 30 a 34 | 60    |
| 44    | 25 a 29 | 40    |
| 44    | 20 a 24 | 24    |
| 72    | 15 a 19 | 93    |
| 60    | 10 a 14 | 88    |
| 96    | 5 a 9   | 40    |
| 28    | 0 a 4   | 56    |

## Economia
El 2007 la població en edat de treballar era de 1.734 persones, 1.320 eren actives i 414 eren inactives. De les 1.320 persones actives 1.222 estaven ocupades (606 homes i 616 dones) i 98 estaven aturades (44 homes i 54 dones). De les 414 persones inactives 160 estaven jubilades, 178 estaven estudiant i 76 estaven classificades com a «altres inactius».

### Ingressos
El 2009 a Louvigny hi havia 1.072 unitats fiscals que integraven 2.759 persones, la mediana anual d'ingressos fiscals per persona era de 21.389 €.

### Activitats econòmiques
Dels 91 establiments que hi havia el 2007, 1 era d'una empresa extractiva, 2 d'empreses alimentàries, 5 d'empreses de fabricació d'altres productes industrials, 10 d'empreses de construcció, 23 d'empreses de comerç i reparació d'automòbils, 3 d'empreses de transport, 3 d'empreses d'hostatgeria i restauració, 4 d'empreses d'informació i comunicació, 6 d'empreses financeres, 4 d'empreses immobiliàries, 15 d'empreses de serveis, 10 d'entitats de l'administració pública i 5 d'empreses classificades com a «altres activitats de serveis».
Dels 21 establiments de servei als particulars que hi havia el 2009, 1 era una oficina de correu, 1 una oficina bancària, 3 tallers de reparació d'automòbils i de material agrícola, 2 paletes, 4 guixaires pintors, 4 fusteries, 1 empresa de construcció, 2 perruqueries, 1 restaurant, 1 agència immobiliària i 1 saló de bellesa.
Dels 7 establiments comercials que hi havia el 2009, 1 era un hipermercat, 1 un supermercat, 1 una botiga de menys de 120 m², 1 una fleca, 1 una botiga de mobles i 2 floristeries.
L'any 2000 a Louvigny hi havia 5 explotacions agrícoles.

## Equipaments sanitaris i escolars
L'únic equipament sanitari que hi havia el 2009 era una farmàcia.
El 2009 hi havia 1 escola maternal i 1 escola elemental.

## Poblacions més properes
El següent diagrama mostra les poblacions més properes.